# 57. ceremonia wręczenia nagród Brytyjskiej Akademii Filmowej
57. ceremonia rozdania nagród Brytyjskiej Akademii Sztuk Filmowych i Telewizyjnych miała miejsce 15 lutego 2004 roku. Najwięcej statuetek (po 4) otrzymały filmy Władca Pierścieni: Powrót króla oraz Pan i władca: Na krańcu świata.

## Nominacje
Laureaci oznaczeni są wytłuszczeniem

### Najlepszy film
- Władca Pierścieni: Powrót króla
- Duża ryba
- Wzgórze nadziei
- Między słowami
- Pan i władca: Na krańcu świata

### Najlepszy brytyjski film
- Czekając na Joe
- Wzgórze nadziei
- Dziewczyna z perłą
- Na tym świecie
- To właśnie miłość

### Najlepszy film zagraniczny
- Na tym świecie, Wielka Brytania
- Inwazja barbarzyńców, Francja/Kanada
- Trio z Belleville, Francja/Belgia
- Być i mieć, Francja
- Good bye, Lenin!, Niemcy
- Spirited Away: W krainie bogów, Japonia

### Najlepszy reżyser
- Peter Weir – Pan i władca: Na krańcu świata
- Tim Burton – Duża ryba
- Anthony Minghella – Wzgórze nadziei
- Peter Jackson – Władca Pierścieni: Powrót króla
- Sofia Coppola – Między słowami

### Najlepszy aktor
- Bill Murray – Między słowami
- Benicio del Toro – 21 gramów
- Johnny Depp – Piraci z Karaibów: Klątwa Czarnej Perły
- Jude Law – Wzgórze nadziei
- Sean Penn – 21 gramów
- Sean Penn – Rzeka tajemnic

### Najlepsza aktorka
- Scarlett Johansson – Między słowami
- Anne Reid – Matka
- Naomi Watts – 21 gramów
- Scarlett Johansson – Dziewczyna z perłą
- Uma Thurman – Kill Bill

### Najlepszy aktor drugoplanowy
- Bill Nighy – To właśnie miłość
- Albert Finney – Duża ryba
- Ian McKellen – Władca Pierścieni: Powrót króla
- Paul Bettany – Pan i władca: Na krańcu świata
- Tim Robbins – Rzeka tajemnic

### Najlepsza aktorka drugoplanowa
- Renée Zellweger – Wzgórze nadziei
- Emma Thompson – To właśnie miłość
- Holly Hunter – Trzynastka
- Judy Parfitt – Dziewczyna z perłą
- Laura Linney – Rzeka tajemnic

### Najlepszy scenariusz adaptowany
- Fran Walsh, Philippa Boyens i Peter Jackson – Władca Pierścieni: Powrót króla
- John August – Duża ryba
- Anthony Minghella – Wzgórze nadziei
- Olivia Hetreed – Dziewczyna z perłą
- Brian Helgeland – Rzeka tajemnic

### Najlepszy scenariusz oryginalny
- Tom McCarthy – Dróżnik
- Guillermo Arriaga – 21 gramów
- Denys Arcand – Inwazja barbarzyńców
- Andrew Stanton, Bob Peterson i David Reynolds – Gdzie jest Nemo?
- Sofia Coppola – Między słowami

### Najlepsza muzyka
- Gabriel Yared i T Bone Burnett – Wzgórze nadziei
- Alexandre Desplat – Dziewczyna z perłą
- RZA – Kill Bill
- Howard Shore – Władca Pierścieni: Powrót króla
- Kevin Shields i Brian Reitzell – Między słowami

### Najlepsze zdjęcia
- Andrew Lesnie – Władca Pierścieni: Powrót króla
- John Seale – Wzgórze nadziei
- Eduardo Serra – Dziewczyna z perłą
- Lance Acord – Między słowami
- Russell Boyd – Pan i władca: Na krańcu świata

### Najlepszy montaż
- Między słowami – Sarah Flack
- 21 gramów – Stephen Mirrione
- Wzgórze nadziei – Walter Murch
- Kill Bill – Sally Menke
- Władca Pierścieni: Powrót króla – Jamie Selkirk

### Najlepsza scenografia
- Pan i władca: Na krańcu świata – William Sandell
- Duża ryba – Dennis Gassner
- Wzgórze nadziei – Dante Ferretti
- Dziewczyna z perłą – Ben van Os
- Władca Pierścieni: Powrót króla – Grant Major

### Najlepsze kostiumy
- Pan i władca: Na krańcu świata – Wendy Stites
- Piraci z Karaibów: Klątwa Czarnej Perły – Penny Rose
- Wzgórze nadziei – Ann Roth i Carlo Poggioli
- Dziewczyna z perłą – Dien van Straalen
- Władca Pierścieni: Powrót króla – Ngila Dickson i Richard Taylor

### Najlepsza charakteryzacja i fryzury
- Piraci z Karaibów: Klątwa Czarnej Perły – Ve Neill i Martin Samuel
- Duża ryba – Jean A BlackPaul Le Blanc
- Wzgórze nadziei – Paul Engelen i Ivana Primorac
- Dziewczyna z perłą – Jenny Shircore
- Władca Pierścieni: Powrót króla – Richard Taylor, Peter King i Peter Owen

### Najlepszy dźwięk
- Pan i władca: Na krańcu świata – Richard King, Doug Hemphill, Paul Massey i Art Rochester
- Wzgórze nadziei – Eddy Joseph, Ivan Sharrock, Walter Murch, Mike Prestwood-Smith i Matthew Gough
- Kill Bill – Michael Minkler, Myron Nettinga, Wylie Stateman i Mark Ulano
- Władca Pierścieni: Powrót króla – Ethan Van der Ryn, Michael Hopkins, David Farmer, Christopher Boyes, Michael Hedges, Michael Semanick i Hammond Peek
- Piraci z Karaibów: Klątwa Czarnej Perły – Christopher Boyes, George Watters II, Lee Orloff, David Parker i David E. Campbell

### Najlepsze efekty specjalne
- Władca Pierścieni: Powrót króla – Joe Letteri, Jim Rygiel, Randall William Cook i Alex Funke
- Duża ryba – Kevin Mack, Seth Maury, Lindsay Macgowan i Paddy Eason
- Kill Bill – Tommy Tom, Tam Kia Kwan, Leung Wai Kit i Jaco Wong Hin Leung
- Pan i władca: Na krańcu świata – Stefen Fangmeier, Nathan McGuinness, Robert Stromberg i Daniel Sudick
- Piraci z Karaibów: Klątwa Czarnej Perły – John Knoll, Hal Hickel, Terry D. Frazee i Charles Gibson

### Najlepszy krótkometrażowy film animowany
- Jojo wśród gwiazd – Sue Goffe i Marc Craste
- Dad's Dead – Maria Manton i Chris Shepherd
- Dear Sweet Emma – John Cernak
- Nibbles – Ron Diamond i Chris Hinton
- Plumber – Randi Yaffa, Andy Knight i Richard Rosenman

### Najlepszy film krótkometrażowy
- Brown Paper Bag
- Bye-Child
- Nits
- Sea Monsters
- Talking With Angels

### Nagroda Carla Foremana
(dla debiutujących reżyserów, scenarzystów i producentów)
- Sergio Casci – American Cousins (scenarzysta)
- Jenny Mayhew – Zabić króla (scenarzysta)
- Peter Webber – Dziewczyna z perłą (reżyser)
- Emily Young – Pocałunek życia (reżyser/scenarzysta)

## Podsumowanie
Laureaci

Nagroda / Nominacja
- 4 / 8 – Pan i władca: Na krańcu świata
- 4 / 12 – Władca Pierścieni: Powrót króla
- 3 / 8 – Między słowami
- 2 / 13 – Wzgórze nadziei
- 1 / 1 – Dróżnik
- 1 / 1 – Czekając na Joe
- 1 / 2 – Na tym świecie
- 1 / 3 – To właśnie miłość
- 1 / 5 – Piraci z Karaibów: Klątwa Czarnej Perły

Przegrani
- 0 / 2 – Inwazja barbarzyńców
- 0 / 4 – Rzeka tajemnic
- 0 / 5 – 21 gramów
- 0 / 5 – Kill Bill
- 0 / 7 – Duża ryba
- 0 / 10 – Dziewczyna z perłą